# Tea Party (canção)
"Tea Party" é uma canção da cantora estoniana Kerli. Foi composta e produzida pela artista e Brian Ziff para o álbum Almost Alice, trilha sonora inspirada no filme Alice no País das Maravilhas do diretor Tim Burton, além de lançada digitalmente como o terceiro single do disco. Um extended play (EP) contendo remixes da faixa foi lançado em 15 de junho de 2010 e o seu vídeo acompanhante foi produzido retratando a cena da festa contida na história de Alice.

## História e composição

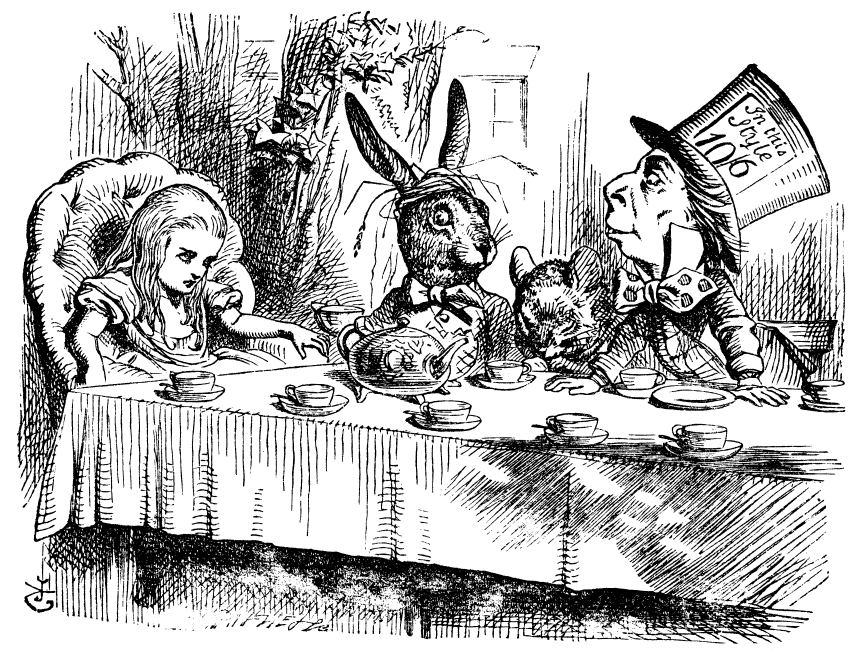
Ilustração por John Tenniel do capítulo O Chá dos Loucos, que retrata a cena da festa do chá.

A história de "Tea Party" teve início quando Kerli conheceu o diretor cinematográfico Tim Burton em 2008, na premiação cinematográfica Scream Awards, e disse a ele que gostaria de interpretar Alice no seu então projeto de adaptação das aventuras no País das Maravilhas. Em resposta, Burton começou a rir. De acordo com a cantora, este foi o momento onde ocorreu uma conexão entre ambos, já que foi uma dos artistas musicais desejados a participar da trilha por Burton, e por ser uma grande fã de seu trabalho, não poderia sentir-se mais honrada.
A faixa foi composta em 2009 por Kerli no chão de seu quarto com o seu melhor amigo, Brian Ziff. A cantora disse que "Tea Party" foi uma canção divertida de fazer e a inspiração veio a partir de um brinquedo de uma pequena xícara de chá comprada em uma Chinatown, assim como terminou fazendo sentido com a história de Alice.

## Recepção crítica
A página virtual Disney Dreaming, pertencente à Disney, descreveu a canção como "perfeita" ao combinar com a cena da festa do Chapeleiro Maluco. O jornal USA Today, dos Estados Unidos, em uma crítica negativa ao álbum Almost Alice inteiro, foi positivo em relação à faixa, notando que é uma exceção no disco: "Um pedaço de insinuação feita exageradamente de dance-pop que deixará os pais perguntando-se como passou pelos censores da Disney." Entretanto, o Houston Chronicle criticou o álbum junto à canção, notando que ela "poderia ter sido melhor aproveitada de uma produção mais aventurosa".

## Vídeo musical

Cena inspirada em Alice que mostra Kerli e os convidados para a sua festa.

O vídeo da canção foi gravado no início de fevereiro de 2010 e lançado em 10 de março seguinte através do canal de Kerli no site Vevo, tendo como diretor e produtor Justin Harder. Kerli montou todo o cenário da famosa cena em que Alice é convidada para tomar um chá com alguns nobres residentes do País das Maravilhas. A direção do vídeo coletou várias referências da personagem de Lewis Carroll e do filme de Burton.
Ele inicia com um castelo medieval, aos moldes da Disney, e a seguir mostra Kerli em seu trono no topo de uma longa escada, tendo no chão do salão três mulheres tocando instrumentos como harpa e flauta. A cantora começa a cantar e elas fazem uma breve coreografia, indo para a mesa onde estão os convidados para a festa do chá promovida por ela, cada um deles vestindo figurinos distintos e divertindo-se enquanto aproveitam o banquete de bebidas e doces. Logo depois, o vídeo retrocede para quando Kerli aparece com um figurino vermelho em uma sala da mesma cor, espalhando uma poção na bebida que eles bebem. Os convidados são envenenados e assim viram bonecos com suas exatas características humanas. No fim, ela aparece organizando seus bonecos e fechando um livro acompanhada deles para a sua festa.

## Apresentações ao vivo
Em 19 de fevereiro de 2010, Kerli apresentou-se no Alice in Wonderland Ultimate Fã Event, evento feito para promover o filme e a trilha sonora, onde cantou "Tea Party", "Walking on Air" e "Strange", uma participação também presente em Almost Alice com o grupo alemão Tokio Hotel, mas já que estes não puderam comparecer a cantora fez uma versão solo da canção. A cantora subiu ao palco ao lado de Johnny Depp, Anne Hathaway e o próprio Burton, com uma cabeça de urso panda gigante na minissaia rodada, meias listradas em preto e branco, e um chapéu, com vários ursos pequenos em relevo. Em 26 de maio, a universidade de moda e entretenimento Fashion Institute of Design & Merchandising promoveu um evento de exibição em Los Angeles, Califórnia, com o tema de Alice no País nas Maravilhas, onde Kerli e sua banda compareceram e tocaram "Tea Party".

## Faixas e versões
"Tea Party" foi inicialmente lançada como download digital em lojas como Amazon.com e iTunes, sendo mais tarde lançado um EP digital contendo a versão original da canção acrescentada de seis remixes oficiais. A versão "Jason Nevins Radio Remix" está incluída na edição de luxo do álbum Almost Alice.
| Download digital |             |                        |         |  |
| N.º              | Título      | Música                 | Duração |  |
| 1.               | "Tea Party" | Kerli Kõiv, Vespertine | 3:28    |  |

| EP de remixes digital |                                                       |                                       |         |  |
| N.º                   | Título                                                | Música                                | Duração |  |
| 1.                    | "Tea Party"                                           | Kerli Kõiv, Vespertine                | 3:28    |  |
| 2.                    | "Tea Party" (Jason Nevins Radio Remix)                | Kerli Kõiv, Vespertine, Jason Nevins  | 3:12    |  |
| 3.                    | "Tea Party" (Jason Nevins Extended Remix)             | Kerli Kõiv, Vespertine, Jason Nevins  | 5:55    |  |
| 4.                    | "Tea Party" (Jason Nevins Extended Instrumental)      | Kerli Kõiv, Vespertine, Jason Nevins  | 5:55    |  |
| 5.                    | "Tea Party" (Chew Espresso Fix)                       | Kerli Kõiv, Vespertine, Chew Espresso | 3:49    |  |
| 6.                    | "Tea Party" (Chew Espresso Fix Extended)              | Kerli Kõiv, Vespertine, Chew Espresso | 5:55    |  |
| 7.                    | "Tea Party" (Chew Espresso Fix Extended Instrumental) | Kerli Kõiv, Vespertine, Chew Espresso | 5:55    |  |

## Créditos
- Composição – Kerli, Brian Ziff
- Produção – Kerli, Brian Ziff
- Vocais – Kerli
- Mistura - Joel Numa

Fonte:

## Lançamento
O lançamento mundial de "Tea Party" ocorreu através da iTunes Store, onde a canção foi disponibilizada para download digital, enquanto nos Estados Unidos o EP de remixes foi lançado como promoção para a canção.
| Região         | Data                | Formato               | Catálogo   | Gravadora                               |
| -------------- | ------------------- | --------------------- | ---------- | --------------------------------------- |
| Mundo          | 2 de março de 2010  | Download digital      |            | Buena Vista Records/Walt Disney Records |
| Estados Unidos | 15 de junho de 2010 | EP de remixes digital | B003PU9M8S | Buena Vista Records/Walt Disney Records |